# Great Livermere
Great Livermere – wieś w Anglii, w hrabstwie Suffolk, w dystrykcie West Suffolk. Leży 39 km na północny zachód od miasta Ipswich i 108 km na północny wschód od Londynu. Miejscowość liczy 230 mieszkańców.